# Bitwa pod Seven Pines
Bitwa pod Seven Pines (znana również jako bitwa pod Fair Oaks) – starcie zbrojne, stoczone 31 maja i 1 czerwca 1862 pomiędzy oddziałami Unii i Konfederacji w trakcie kampanii półwyspowej podczas wojny secesyjnej. Miało miejsce niedaleko Seven Pines i Fair Oaks w hrabstwie Henrico w stanie Wirginia.
Bitwa rozpoczęła się 31 maja, gdy konfederaci postanowili zaatakować dwa korpusy Armii Potomaku, odizolowane od reszty przez wezbrane wody rzeki Chickahominy River. Posiłkom Północy udało się jednak przekroczyć rzekę i ustabilizować sytuację. Obie strony poniosły poważne straty. W czasie walk dwukrotnie ranny został dowódca Armii Północnej Wirginii, Joseph Johnston i dowództwo przejął generał major G.W. Smith. Konfederaci ponowili ofensywę 1 czerwca, nie odnosząc jednak znaczących sukcesów. Bitwa zakończyła się bez wyłonienia zdecydowanego zwycięzcy. Mimo tego obie strony ogłosiły swój sukces.

## Tło konfliktu

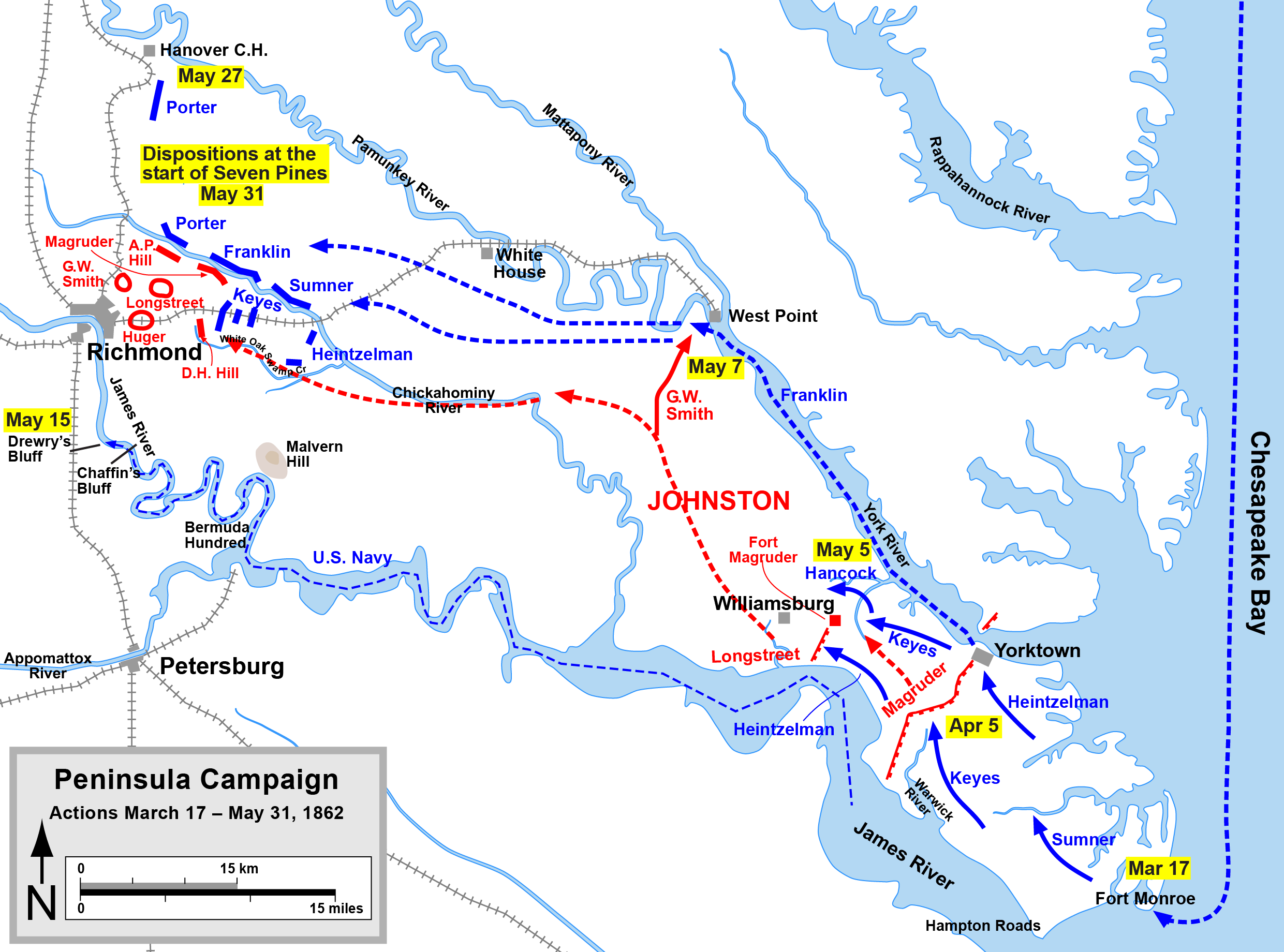
Mapa kampanii półwyspowej podczas wojny secesyjnej

Johnston wycofał swą 60-tysięczną armię z półwyspu wirginijskiego z armią George’a McClellana idącą jego śladem i zbliżającą się do stolicy Konfederacji w Richmond. Linie obronne Johnstona zaczynały się na brzegu rzeki James w Drewry’s Bluff, miejscu niedawnego zwycięstwa Konfederatów nad flotą Unii i ciągnęły się aż do brzegów szeroko rozlanej Chickahominy River, która zmieniła tereny na wschód od Richmond w grzęzawisko. Ludzie Johnstona spalili większość mostów na Chickahominy River i stworzyli silne punkty oporu na północ i wschód od miasta. McClellan kierował swoją 105-tysięczną armię na północny wschód z dwóch powodów. Po pierwsze, rzeka Pamunkey, płynąca mniej więcej równolegle do Chickahominy, stanowiła ciąg komunikacyjny, który mógł wyprowadzić McClellana poza lewe skrzydło Johnstona. Po drugie, McClellan spodziewał się przybycia I Korpusu generała-majora Irwina McDowella maszerującego na południe z Fredericksburga celem zasilenia jego armii, musiał więc zabezpieczyć mu drogę.
Armia Potomaku posuwała się wolno w górę rzeki Pamunkey zakładając punkty zaopatrzenia w Eltham’s Landing, Cumberland Landing i White House Landing. White House, plantacja Williama Lee, syna generała Roberta E. Lee, stała się bazą operacyjną McClellana. Wykorzystując linię kolejową Richmond & York River, McClellan mógł podciągnąć swe ciężkie działa oblężnicze aż na przedpola Richmondu. Posuwał się naprzód wolno i ostrożnie, wierząc błędnym doniesieniom wywiadu, że Konfederaci mają znaczną przewagę liczebną. Do końca maja armia zbudowała mosty przez Chickahominy i zbliżała się do Richmondu po obu stronach rzeki, z ⅓ sił na południe od niej i ⅔ na północ.

## Przeciwnicy
Trzy korpusy (wszystkie dowodzone przez wojskowych w randze generała brygadiera) 105-tysięcznej Armii Potomaku znajdowały się na północ od rozlewisk Chickahominy River, gdzie strzegły zaopatrzeniowej linii kolejowej. Były to: V Korpus dowodzony przez Fitza Portera, VI Korpus – Williama Franklina i II Korpus – Edwina Sumnera. Na południe od rzeki stał, wysunięty daleko do przodu i blisko linii Konfederatów, IV Korpus pod dowództwem gen. bryg. Erasmusa Keyesa, za nim natomiast III Korpus dowodzony przez gen. bryg. Samuela Heintzelmana. 31 maja, a więc w dniu rozpoczęcia bitwy, McClellan był przykuty do łóżka, powalony kolejnym atakiem chronicznej malarii. 
60-tysięczna Armia Północnej Wirginii Johnstona stała na przedpolach Richmondu, podzielona na trzy grupy (wszystkie pod dowództwem wojskowych w randze generała majora). Prawym skrzydłem (3 dywizje) dowodził James Longstreet, lewym skrzydłem (również 3 dywizje) – G.W. Smith, a siłami rezerwy (2 dywizje) – John Magruder.

## Plan Johnstona
Johnston, który wycofał się z półwyspu na przedmieścia Richmondu, wiedział, że nie jest w stanie wytrzymać zmasowanego oblężenia miasta, postanowił więc zaatakować siły McClellana. Pierwotny plan zakładał uderzenie na prawe skrzydło wojsk Unii na północ od Chickahominy River, zanim dołączy maszerujący z Fredericksburga korpus McDowella. Jednak 27 maja, gdy stoczona została bitwa pod Hanover Court House na północny wschód od Richmondu, Johnston zorientował się, że korpus McDowella został skierowany w stronę doliny Shenandoah i nie wesprze Armii Potomaku. Zmienił więc zdanie i − zamiast atakować przez rozlaną Chickahominy − postanowił wykorzystać rozproszenie sił przeciwnika i uderzyć na 2 korpusy stojące na południe od rzeki. 
Gdyby plan został zrealizowany bezbłędnie, Johnston mógłby rzucić ⅔ swojej armii (22 z 29 brygad piechoty, około 51 tys. ludzi) przeciw 33 tys. żołnierzy III i IV Korpusu. Plan był skomplikowany i wymagał, by dywizje A. P. Hilla i Magrudera nacisnęły lekko na wojska Unii na północ od rzeki i odwróciły ich uwagę od rzeczywistego kierunku natarcia, podczas gdy Longstreet, dowodzący atakiem na południe od rzeki, uderzyć miał na Keyesa z trzech stron jednocześnie: 6 brygad pod dowództwem samego Longstreeta i 4 brygady D.H. Hilla miałyby pomaszerować oddzielnymi drogami do skrzyżowania noszącego nazwę Seven Pines (od grupy siedmiu wielkich sosen rosnących w tym miejscu); 3 brygady Hugera miały wesprzeć prawe skrzydło Hilla; dywizja Whitinga miała posuwać się za kolumną Longstreeta jako rezerwa. Akcja mogła powieść się zaraz na samym początku, bowiem najbardziej wysunięta, 6-tysięczna dywizja IV Korpusu, która kopała umocnienia 1,5 km na zachód od Seven Pines, a którą dowodził gen.bryg. Silas Casey, była najmniej doświadczoną w korpusie Keyesa. Gdyby Keyes został pokonany, III Korpus, przyciśnięty do rzeki Chickahominy, zostałby zniszczony.
Zawiły plan nie mógł się jednak powieść. Johnston zdecydował się przekazać swe rozkazy Longstreetowi ustnie podczas długiej i burzliwej narady 30 maja. Inni generałowie otrzymali rozkazy na piśmie, ale były one niejasne i sprzeczne. Johnston zapomniał również powiadomić dowódców dywizji, że mianował Longstreeta dowódcą wszystkich wojsk na południe od rzeki (ten drobny na pozór szczegół był poważnym niedopatrzeniem, bowiem zarówno Huger jak i Smith formalnie przewyższali Longstreeta rangą). Z kolei Longstreet albo nie zrozumiał rozkazów, albo postanowił zmodyfikować je bez powiadomienia Johnstona. Zamiast skierować się do celu po Nine Mile Road, jego kolumna dołączyła do kolumny Hilla na Williamsburg Road, co nie tylko spowolniło marsz, ale również ograniczyło czoło natarcia i pozwoliło na wykorzystania jedynie ułamka wszystkich sił. Problemy obu walczących stron pogorszyła ciężka burza w nocy 30 maja, która poszerzyła rozlewisko rzeki, zniszczyła większość mostów wzniesionych przez żołnierzy Unii i zamieniła drogi w grząskie błoto.

## Bitwa

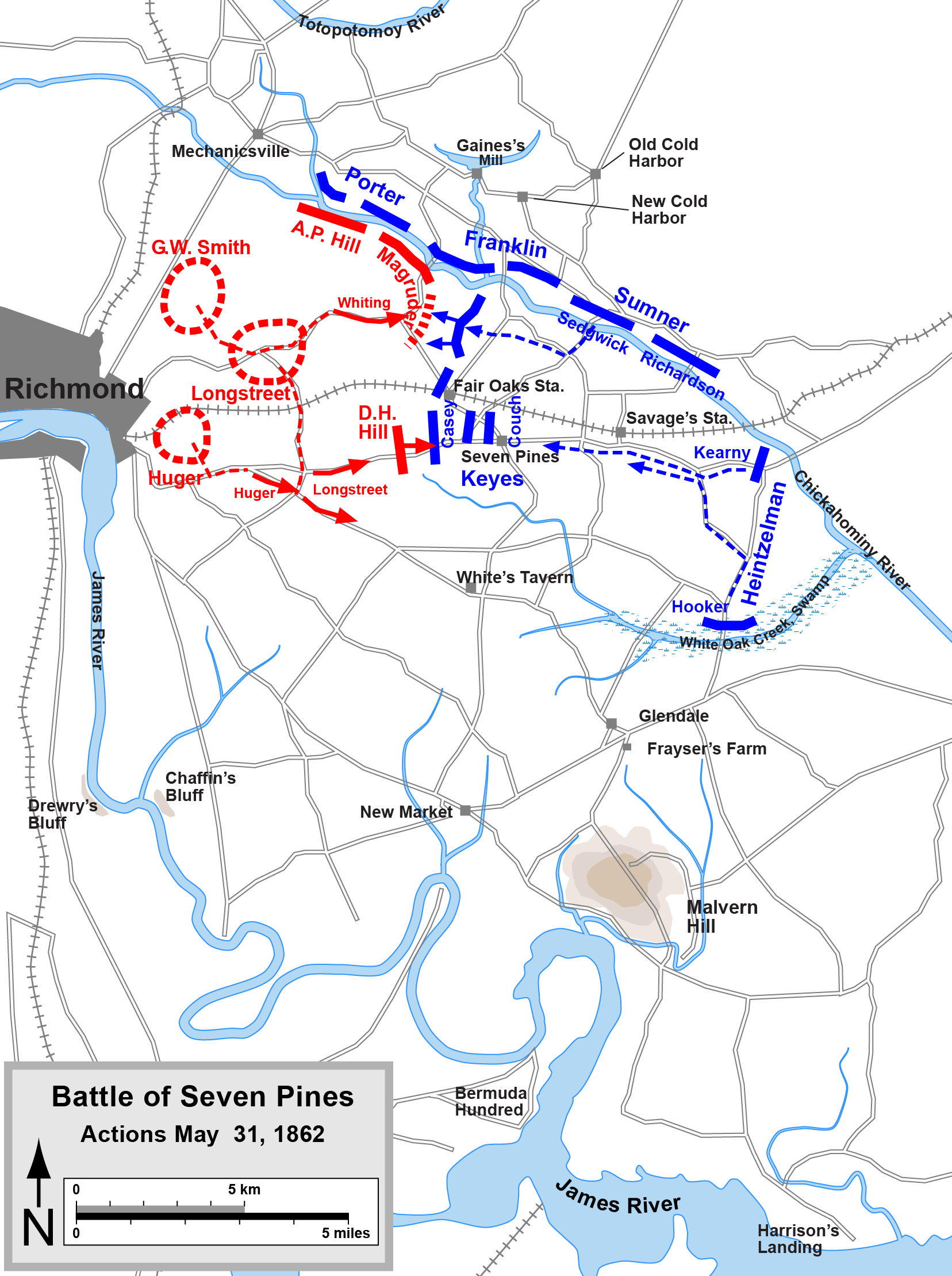
Przebieg bitwy pod Seven Pines.

Atak 31 maja rozpoczął się źle. Longstreet pomaszerował wzdłuż Charles City Road, a następnie skręcił w Williamsburg Road zamiast w Nine Mile Road. Rozkaz, jaki otrzymał Huger, nie wymieniał czasu rozpoczęcia natarcia, a obudził go dopiero odgłos przemarszu piechoty w pobliżu jego kwatery. Johnston i jego zastępca, Smith, nie wiedząc gdzie znajduje się Longstreet, ani że Huger jest spóźniony, czekali w swej kwaterze na wiadomości z placu boju. Pięć godzin po planowanym rozpoczęciu ataku, o godz. 13, zniecierpliwiony D.H. Hill posłał swe brygady do ataku na dywizję Caseya.
Tyraliery Caseya, złożone z niedoświadczonych żołnierzy, ugięły się nieco, gdy część ludzi zaczęła się cofać, ale później walczyły zaciekle o utrzymanie swoich okopów, co spowodowało ciężkie straty obu stron. Konfederaci wprowadzili tego dnia do walki jedynie 4 z 13 brygad prawego skrzydła, nie uderzali więc siłami, jakie skoncentrowali przeciw temu słabemu odcinkowi linii wojsk Unii. Casey posłał po posiłki, ale Keyes reagował wolno. Ostatecznie masy Konfederatów przełamały linie obronne, zdobyły redutę Unionistów, a ludzie Caseya wycofali się na drugą linię umocnień ziemnych w okolicę siedmiu wybitnych sosen. Żaden z naczelnych dowódców obu stron nie zdawał sobie jeszcze sprawy z zaciętości walk. Dopiero o 14.30 Heintzelman zawiadomił McClellana, ciągle leżącego w łóżku, że nie ma żadnych informacji od Keyesa. Johnston znajdował się zaledwie 4 km od linii frontu, ale cień akustyczny nie pozwalał mu słyszeć kanonady dział czy ognia karabinowego; w rezultacie ani on, ani nikt z jego sztabu aż do godz. 16 nie wiedział, że bitwa się rozpoczęła.

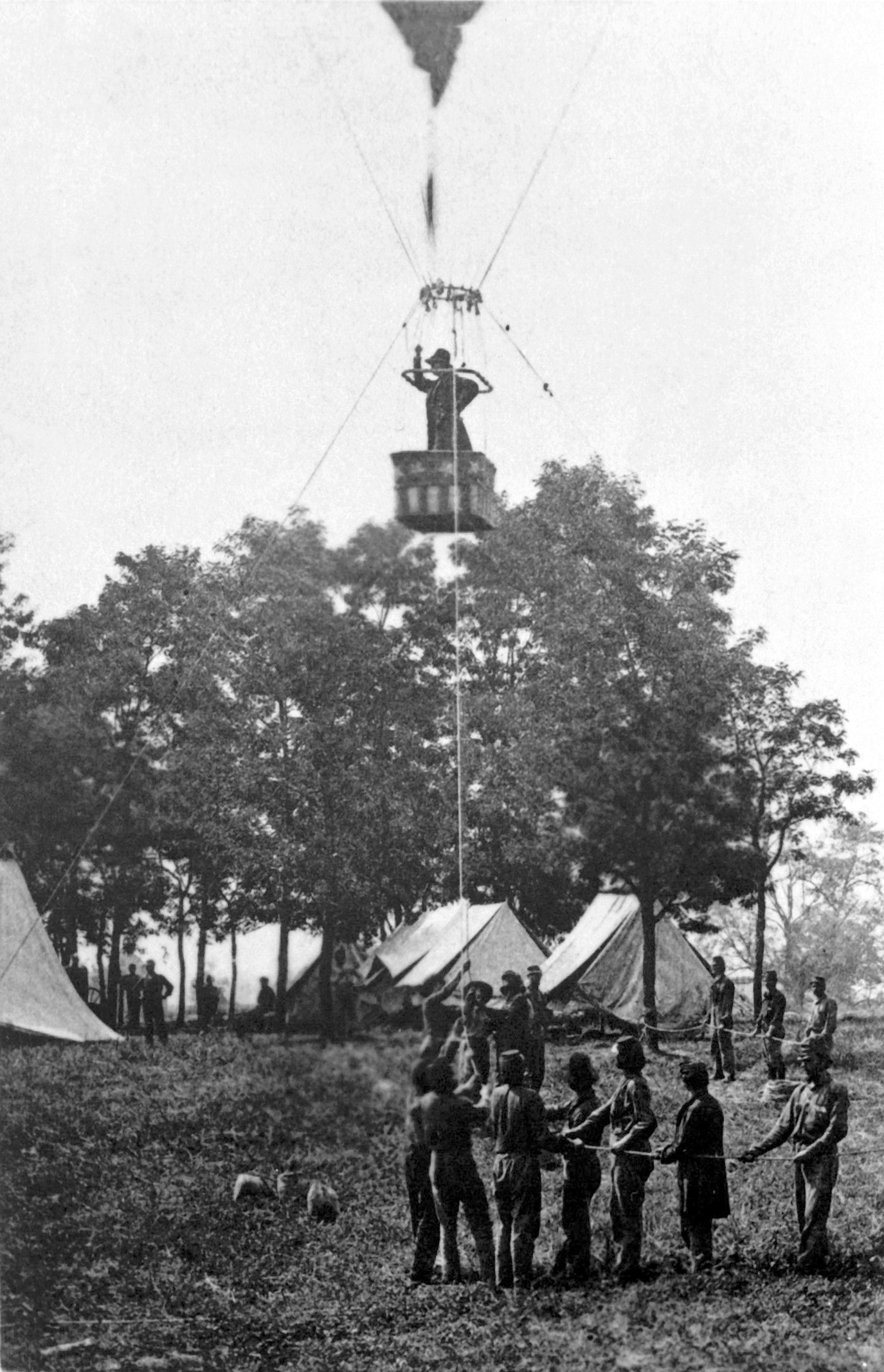
Prof. Lowe w balonie Intrepid.

Armii Potomaku towarzyszył Korpus Balonowy Armii Unii, którym dowodził prof. Thaddeus S. C. Lowe. Utworzył on dwa stanowiska balonowe na północ od rzeki, jedno na farmie Gainesa, a drugie w Mechanicsville. Lowe donosił 29 maja o koncentracji sił konfederatów na lewo od New Bridge, czy też naprzeciw stacji kolejowej Fair Oaks. Z powodu ulewnego deszczu 30 maja i silnego wiatru 31 maja rano, aerostaty Washington i Intrepid wystartowały dopiero w południe. Lowe dostrzegł wojska Konfederacji maszerujące w formacjach bojowych, o czym osobiście powiadomił kwaterę główną McClellana o godz. 14. Przez resztę dnia Lowe przekazywał informacje z Intrepida za pomocą telegrafu. 1 czerwca Lowe donosił, że nad konfederackimi barakami na lewo od Richmondu przestał unosić się dym. McClellan nie wykorzystał tej informacji i nie uderzył na miasto siłami korpusów na północ od Chickahominy River.
Około godz. 16.40 Hill, wzmocniony posiłkami przysłanymi przez Longstreeta, uderzył na drugą linię wojsk Unii w pobliżu Seven Pines, gdzie trzymały się resztki dywizji Caseya, dywizja gen.bryg. Dariusa Coucha oraz dywizja gen.bryg. Philipa Kearny'ego z III Korpusu Heintzelmana. Hill przeprowadził manewr flankujący, rzucając 4 regimenty pod dowództwem płk. Micaha Jenkinsa do ataku na prawe skrzydło Keyesa. Ten atak zepchnął wojska federalne w tył, aż do Williamsburg Road, ponad 3 km za siedmioma sosnami. Walki na tym odcinku ustały o godz. 19.30.
Tuż przed rozpoczęciem ataku Hilla Johnston otrzymał notatkę od Longstreeta, w której ten domagał się, by wziął osobiście udział w bitwie (była to pierwsza informacja o bitwie, jaką otrzymał). Johnston posunął się naprzód wzdłuż the Nine Mile Road z trzema brygadami dywizji Whitinga i w pobliżu stacji Fair Oaks, na prawym skrzydle linii Keyesa, napotkał zdecydowany opór. Wkrótce nadciągnęły silne uzupełnienia wojsk Unii. Gen.bryg. Edwin Sumner, dowódca II Korpusu, słyszał odgłosy toczącej się bitwy ze swego miejsca na północnym brzegu rzeki. Na rozkaz McClellana skierował dywizję gen.bryg. Johna Sedgwicka przez jedyny istniejący jeszcze most. Ten niepewny most był bliski zerwania przez szalejącą rzekę, ale ciężar kolumny marszowej spowodował, że stał się odporny na nacisk wody. Kiedy powiedziano Sumnerowi, że rzeki nie da się sforsować, odpowiedział: „Nie da się?! Ja ją sforsuję! Dostałem rozkaz!”. Gdy ostatni żołnierz przeszedł bezpiecznie, most zawalił się, a jego resztki zabrała woda. Ludzie Sedgwicka odegrali wiodącą rolę w odparciu ataku Whitinga. Jak ciężkie to były zmagania dowodzi fakt, że Whiting stracił trzech z czterech dowódców brygad. Gen.bryg. Wade Hampton został ranny, Robert Hatton zginął, a Johnston Pettigrew został ranny i wzięty do niewoli. Po stronie Unii gen.bryg. Oliver Howard został trafiony w prawe ramię pociskiem Minié. Rękę trzeba było amputować, a on sam wrócił do linii dopiero po kilku miesiącach.
Z historycznego punktu widzenia najbardziej znaczące wydarzenie miało miejsce o zmierzchu: Johnston został trafiony w prawe ramię kulą karabinową i zaraz potem odłamkiem pocisku artyleryjskiego w pierś. Nieprzytomny Johnston spadł z konia. Ze złamaniami barku i dwóch żeber został ewakuowany do Richmondu. Tymczasowo dowodzenie armią przejął G.W. Smith. Smith, człowiek słabego zdrowia, nie był w stanie podjąć decyzji co do następnych kroków w bitwie, co skutkowało niepochlebną opinią prezydenta Konfederacji Jeffersona Davisa, jak również generała Roberta Lee, doradcy Davisa. Po zakończeniu walk następnego dnia Davis zastąpił Smitha − na stanowisku dowódcy Armii Północnej Wirginii − generałem Lee.
1 czerwca Konfederaci raz jeszcze próbowali uderzyć na pozycje wojsk federalnych, ale bez powodzenia. Wojska Unii ściągnęły dodatkowe posiłki, ale również nie zdobyły przewagi. Dywizja gen.bryg. Israela Richardsona z II Korpusu przybyła wraz z dwiema brygadami dywizji gen.bryg. Josepha Hookera z III Korpusu (trzecia, pod dowództwem gen.bryg. Cuviera Grovera została by strzec mostów nad bagnami White Oak). Jednostki te starły się z dywizjami Hugera i Longstreeta, które ostatecznie podały tyły. Walki ustały około godz. 11.30, kiedy to Konfederaci wycofali się. W tym też czasie pojawił się na polu walki McClellan, ale Armia Unii nie podjęła działań zaczepnych.

## Rezultaty
Każda ze stron ogłosiła się zwycięzcą, ale tak naprawdę zwycięzcy nie było. Próba zajęcia Richmondu przez McClellana nie powiodła się, a Armia Północnej Wirginii musiała się wycofać i − gdy zagrożenie ze strony Armii Potomaku minęło − wróciła do prac nad umocnieniami Richmondu. Straty wojsk Unii wyniosły 5031 ludzi (790 zabitych, 3594 rannych, 647 zaginionych lub wziętych do niewoli), zaś straty Konfederatów 6134 (980 zabitych, 4749 rannych, 405 zaginionych lub wziętych do niewoli). Przez żołnierzy Unii starcie najczęściej zwane było bitwą pod Fair Oaks Station, bowiem w tym miejscu wiodło im się najlepiej, podczas gdy Konfederaci, z tych samych powodów, zwali ją bitwą pod siedmioma sosnami. Historyk Stephen W. Sears zauważył, że powszechnie współcześnie używana nazwa, Seven Pines, jest najbardziej właściwa, bo w tym właśnie miejscu – na skrzyżowaniu dróg pod siedmioma sosnami – toczyły się najcięższe walki i obie strony poniosły największe straty.
Mimo że ogłosił zwycięstwo, McClellan był wstrząśnięty. Pisał do żony: „Nie mogę znieść obrazu pola bitwy, pełnego pogruchotanych zwłok i nieszczęsnych rannych! Zwycięstwo, osiągnięte takim kosztem, nie ma dla mnie uroku”. Przerzucił na inne odcinki wszystkie swe wojska z wyjątkiem V Korpusu na południe od rzeki, z którym wiązał nadzieję na ponowny atak na Richmond, ale stracił inicjatywę strategiczną. Nowy dowódca Konfederatów, gen. Robert Lee, zaczął przygotowywać nową ofensywę, podczas gdy wojska Unii stały bezczynnie pod Richmondem. Bitwy siedmiodniowe, stoczone w dniach 25 czerwca − 1 lipca 1862 roku, spowodowały zepchnięcie Armii Unii nad rzekę James i ocaliły stolicę Konfederacji. Miały minąć jeszcze prawie 3 lata nim wpadła ona w ręce wojsk Unii.